# バーフォード
バーフォード (Burford) は、イングランドの西オックスフォード州のコッツウォルズの丘にあるウィンドラッシュ川に接するタウン。教区の人口は約1,340人(2001年調べ)。